# Middelnederlandse regel van Sint-Clara

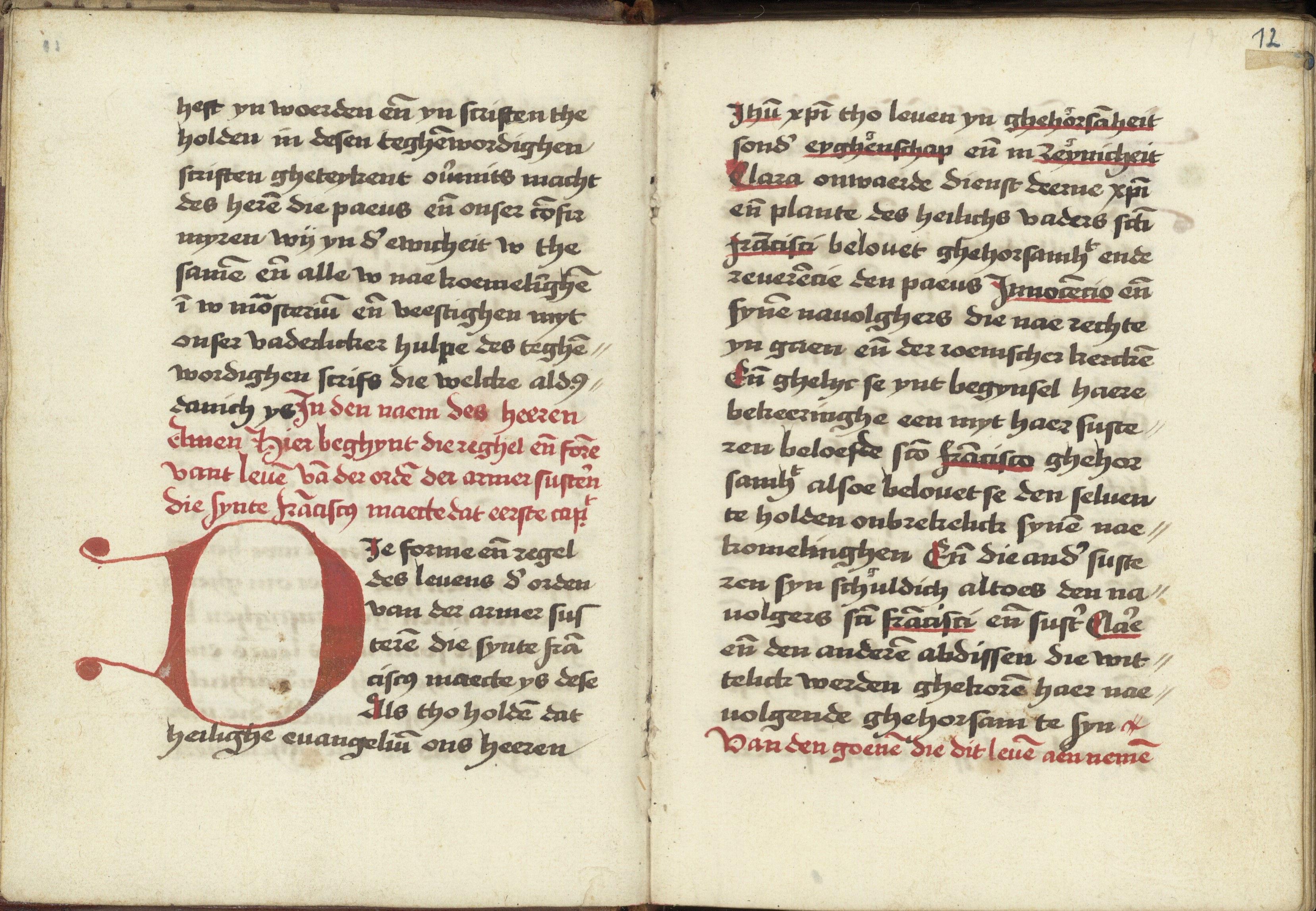
Fragment uit handschrift 1356, dat de regel van Sint-Clara bevat. Vervaardigd op het einde van de vijftiende eeuw.

De Middelnederlandse regel van Sint-Clara werd rond het einde van de vijftiende eeuw vertaald uit het Latijn. De Middelnederlandse regel is terug te vinden in een manuscript, namelijk handschrift 1356, dat bewaard wordt in de Universiteitsbibliotheek Gent. Het handschrift bevat de belangrijke regel van Sint-Clara, ook wel Clara van Assisi genaamd.

## Handschrift
Het handschrift wordt onder de titel Regel van Sint Clara, en andere teksten betreffende de orde der Clarissen gecategoriseerd. Het manuscript werd vervaardigd tussen de tweede helft van de vijftiende eeuw en het begin van de zestiende eeuw. Het werd oorspronkelijk teruggevonden bij gebruikers Clara Sanggoossa en Barbara van der Nimmen in de zestiende of zeventiende eeuw. Het handschrift bevat de volgende onderdelen:
- Regel van de Arme Clarissen (ff. 11v-29v)
- Zegening en Testament van de Heilige Sint-Clara (ff. 29v-39r)
- Privilegium paupertatis (ff. 39r-41r)
- Belijdenis van de Arme Clarissen (ff. 41r-49v)
- Constituties van Guillelmus de Casali (ff. 50r-106v)
- Declaratie van de Regel door Johannes de Capistrano (ff. 111r-146v)

## Regel van Sint-Clara
Clara van Assisi (1193 – 1253) was de eerste vrouw die mee ging doen met de beweging die Franciscus van Assisi (1182 – 1226) in gang had gezet. Vanwege de eigen, ondergeschikte positie die vrouwen in haar tijd hadden, moest zij veel weerstand overwinnen voor dat mogelijk werd. Zij ontwikkelde een eigen levensvorm die zowel aansloot bij Franciscus en zijn spiritualiteit, als bij de eigen mogelijkheden voor vrouwen. Haar gemeenschap wilde geen bezittingen hebben. Dat strookt met de franciscaanse spiritualiteit, maar was voor vrouwen erg ongebruikelijk, temeer omdat de kerkelijke overheid de clausuur ofwel beslotenheid verplicht stelde voor religieuze vrouwen. Ze konden dus niet naar buiten om te werken of te bedelen.
Ondanks deze problemen werd Clara nooit verbitterd en ging ze onverschrokken haar eigen gang. Haar levensvorm werd een succes. Ze was niet bang om de paus tegen te spreken toen die haar bezit wilde geven: ‘Niemand kan mij ontslaan van de navolging van Christus’. Minderbroeders die de zusters niet wilden ondersteunen, hield ze bij de les. Hoewel de paus haar een vrouw vond die wel enthousiast was, maar die weinig inzicht had, groeide het besef dat zij een levende heilige was. Op haar sterfbed keurde de paus haar eigen regel goed. Daarmee was haar levensproject gelukt. Zij werd de eerste vrouw die een kerkelijk goedgekeurde regel schreef.

Clara heeft in de laatste jaren van haar leven een regel geschreven voor de orde van de arme zusters. Zo zegt zij het in de beginwoorden:
'De levensvorm van de orde van de arme zusters, die de zalige Franciscus heeft ingesteld, is deze: het heilig evangelie van onze Heer Jezus Christus onderhouden en leven in gehoorzaamheid, zonder eigendom en in kuisheid.'
Zowel de regel van Franciscus van 1223 als de door Clara geschreven levensvorm zijn door de paus bevestigd. De regel van Franciscus is goedgekeurd voor heel de orde van de mindere broeders. De door Clara geschreven levensvorm is goedgekeurd voor het klooster van San Damiano. Niets wijst erop dat dit door de paus bedoeld of door Clara ervaren is als een inperking van hetgeen zij gevraagd had. Wel is er in deze levensvorm een aanwijzing dat Clara ook aan andere kloosters heeft gedacht. De door Clara geschreven levensvorm of regel staat midden in de eerste geschiedenis van de arme vrouwen of arme zusters of hoe ze verder ook geheten hebben. Aan die door Clara geschreven regel is heel wat voorafgegaan; na de pauselijke goedkeuring ervan in 1253 is de geschiedenis van de regel doorgegaan. De door Clara geschreven regel is slechts één, hoewel zeer belangrijk, element in de geschiedenis van wat in 1263 de orde van de heilige Clara genoemd wordt.